# プリティーモンキー
プリティーモンキーは塚本知子原作の漫画、およびそれを原作としたテレビドラマ。

## 書誌情報
- 塚本知子 『プリティーモンキー』 飛鳥新社〈デイリーアスカコミックス〉、全2巻
  1. 1994年3月1日発売、ISBN 978-4-8703-1169-5
  2. 1994年6月1日発売、ISBN 978-4-8703-1182-4

## テレビドラマ
1998年にテレビ朝日系列ウイークエンドドラマ枠で放送された。放送期間は1998年7月4日から同年8月8日までで全5話。

### キャスト
- 山田たね子･エミカ：山口香緒里
- 北沢医師：羽場裕一
- 社長：平泉成
- ママ：梅垣義明
- 荒井：合田雅吏
- 課長：山上賢治
- ミナ子：久瑠あさ美
- ユリエ：フランソワーズ･ヒロタ
- カオリ：徳山泰世
- 松田係長：田口浩正
- 本郷：神保悟志

### スタッフ
- 原作：塚本知子
- 脚本：飯島早苗
- 演出：唐木昭浩・秋山純
- プロデューサー：田中芳之・黒田徹也・鈴木聡
- 美術：根古屋史彦
- デザイン：野間恵美子
- 編集：佐藤利史
- カメラ：岸本正人･迫信博・佐藤友孝
- 音響効果：一力潤・太田亜紀

詳しいキャスト・スタッフはこちら

### 主題歌
- Groovy Boyfriends「はみだした体」

### サブタイトル
1. 1St.Play「SM女王はOL」
2. 2St.Play「露天風呂H大作戦」
3. 3St.Play「S秘書ｖｓM社長」
4. 4St.Play
5. LAST Play

| テレビ朝日 ウイークエンドドラマ | テレビ朝日 ウイークエンドドラマ | テレビ朝日 ウイークエンドドラマ |
| 前番組                          | 番組名                          | 次番組                          |
| ------------------------------- | ------------------------------- | ------------------------------- |
| サイバー美少女テロメア          | プリティーモンキー              | 美少女新世紀 GAZER              |